# Kakum Nationalpark
Kakum Nationalpark, ligger i kystnære omgivelser i den centralregionen i Ghana, dækker et område på 375 km2. Den blev etableret i 1931 som et reservat, og blev først udnævnt som nationalpark i 1992 efter en indledende undersøgelse af fuglefaunaen. Området er dækket af tropisk skov. Det unikke ved denne park ligger i det faktum, at den blev etableret på initiativ af lokalbefolkningen og ikke af ministeriet for vilde dyr, der er ansvarlige for bevarelse af vilde dyr i Ghana. Det er en af kun 3 steder i Afrika med en trætopgangbro, som er 350 meter lang og forbinder syv trætoppe, som giver adgang til skoven.
De mest bemærkelsesværdige truede arter i parken er dianamarekat , kæmpe bongo-antilope, gulrygget dykkerantilope og afrikansk elefant. Det er også et vigtigt fugleområde anerkendt af Bird Life International  med fugleområdet fuldstændigt sammenfaldende med parkområdet. Der er registreret 266 arter i parken, herunder otte truede arter. En af disse er den hvidbrystede perlehøne. Ni arter af næsehornsfugle og den grå jaco er registreret i området. Den har også mere end 600 sommerfugle, og en ny art blev opdaget i 1993. Fra 2012 rummer parken den tætteste bestand af skovelefanter i Ghana.
Republikken Ghanas Museums and Monuments Board har foreslået, at UNESCO  erklærer parken som et verdensarvssted under kriterierne vii (fantastiske naturfænomener) og x (biodiversitet). Indsendelsen fra 2000 er opført under den foreløbige liste (tentativlisten) over verdensarvssteder.

## Historie
I 1931 blev området, der afvandes af Kakum-floden hovedvandsopland erklæret et skovreservat og forvaltet af Forestry Division.  I denne periode var skovhugst udbredt, især af mahogni træarter (Khaya ivorensis). Tømmerhugsterne fortsatte indtil 1989, hvor forvaltningen af reservatet blev overført til Wildlife Department.
I 1992 meddelte Wildlife Department at Kakum skulle være en park under Wildlife Reserve Regulations (Ll 1525) som Kakum Conservation Area inklusive Assin Attandanso Forest Reserve. Efter en undersøgelse af faunaens rigdom i det fredede område, blev det opdelt i Kakum nationalpark og Assin Attandanso skovreservat. Opdelingen blev begrundet med argumentet om, at Cape Coast og 33 andre byer og landsbyer fortsat har brug for tømmer fra skoven og drikkevand fra Kakumfloden.

## Geografi
Kakumfloden har sit udspring i parken, og derfor er parken opkaldt efter floden. Dens bifloder, der løber gennem parken, er Obuo, Kakum, Afia, Sukuma, Nemimi, Aboabo og Ajuesu. Det ligger 33 km nord for Cape Coast og Elmina  nær den lille landsby Abrafo. Området er let tilgængeligt med taxaer fra byens centrum og med organiserede tourbusser. Parkens velkomstcenter indeholder restaurant, lodge, picnicområde, campingområde og et uddannelsescenter for medarbejderne. Parken er omgivet af 33 landsbyer og også landbrugsarealer, hvor der dyrkes fødevareafgrøder og kokos.
Parken ligger i en højde på på mellem 135 og 250 moh. Habitatet består hovedsageligt af fugtig stedsegrøn skov og også sæsonbestemt tør halvløvskov. Den består af 90 % skovareal. Parkområdet får en årlig gennemsnitlig nedbør på 1.380 mm.
 

## Seværdigheder
Et særligt træk er Komfo Boateng's Shrine, en cirkulær klippe nær Aboabo, på cirka 100 meter i diameter med Bovin flora af Ceiba pathandra, Albizia furruginea og Ricinodendron heudelotii.
Parken har en lang række hængebroer kendt som Kakum Canopy Walkway i trækroneerne for at give adgang til skoven. I 40 meters højde, kan den besøgende nærme sig grænserne og se planter og dyr fra et udsigtspunkt, der ellers ville være utilgængeligt for mennesker. Baldakinen går over 7 broer og løber over en længde på 330 m. Nogle af trækronerne er mere end 50 meter i højden. De er bygget af stålvirer, aluminiumsstiger, træplanker, er det sikret med en række net af sikkerhedsmæssige årsager. Canopy Walkway blev bygget af to canadiske ingeniører fra Vancouver med bistand fra fem ghanesere - sidstnævnte (personale fra Ghana Heritage Conservation Trust - ledere af Kakum National Park Visitor Centre) har vedligeholdt anlægget lige siden.
Parken kan nu prale af et træhus, som ligger omkring 20 meter fra skovbunden i træerne i den sekundære skov. Dette anlæg, der kan huse tæt på 25 personer, giver campister en eventyrlig mulighed for især om natten at opleve skovlivet.

## Turisme
Kakum er Ghanas første beskyttede område, som har modtaget stor støtte til besøgsfaciliteter. Besøgscentret åbnede på Jordens Dag 1997, og parken modtog Global Tourism for Tomorrow Award året efter. Antallet af turister er steget gennem årene: 2.000 i 1992; 27.000 i 1996; over 70.000 turister i 1999;  og det tiltrak 135.870 besøgende i løbet af 2009.

## Galleri
- Træer
- Baldakinens gangbro
- Legeplads for børn
- Baldakin gangbro
- Indgang
- Sikkerhedstips